# Kilgrund
Kilgrund med Notgrynnan är en ö i Finland. Den ligger i Bottenhavet och i kommunen Kristinestad i den ekonomiska regionen  Sydösterbotten i landskapet Österbotten, i den västra delen av landet. Ön ligger omkring 110 kilometer söder om Vasa och omkring 290 kilometer nordväst om Helsingfors.
Öns area är 77,2 hektar och dess största längd är 2,1 kilometer i nord-sydlig riktning. I omgivningarna runt Kilgrund växer i huvudsak blandskog.

## Delöar och uddar
- Kilgrund 62°05′02″N 21°17′29″Ö / 62.08388°N 21.29144°Ö
- Kilgrundsskatan 62°05′25″N 21°17′35″Ö / 62.09019°N 21.29313°Ö (udde)
- Krokklobben 62°04′27″N 21°17′27″Ö / 62.07414°N 21.29091°Ö (udde)
- Notgrynnan 62°04′35″N 21°17′19″Ö / 62.07646°N 21.28863°Ö